# Tai-Pan
Tai-Pan – powieść napisana przez Jamesa Clavella o powstaniu Hongkongu w 1841 roku po zakończeniu I wojny opiumowej. Wydana po raz pierwszy w 1966 roku. Jest to druga (zarówno według chronologii w powieści, jak i kolejności pisania) książka Clavella z serii „Saga Azji”.
Książka opowiada o powstaniu brytyjskiej kolonii na wyspie Hongkong u wybrzeży Chin, poprzez pryzmat losów głównego bohatera – Dirka Struana – Tai-Pana (właściciela i wyłącznego dyrektora) przedsiębiorstwa Noble House.
Powieść została zekranizowana w 1986 roku, pod tym samym tytułem. Główną rolę zagrał australijski aktor Bryan Brown.